# Tian Thala
Koning Somdetch Brhat Chao Devaniasena Chandralaya Raja Sri Sadhana Kanayudha, beter bekend onder de naam Tian Thala, volgde koning Sulinya Vongsa op als 29e koning van Lan Xang (Laos) in 1690. Hij was minister-president onder koning Sulinya Vongsa en claimde de troon na diens dood. Hij trouwde met diens tweede dochter in 1694. Koning Tian Thala werd verdreven in 1695 door prins Nan Tharat de kleinzoon van koning Visai. Hij pleegde zelfmoord in 1696. Voor zover bekend had hij geen kinderen.